# Palashban
Palashban è una suddivisione dell'India, classificata come census town, di 4.856 abitanti, situata nel distretto di Bardhaman, nello stato federato del Bengala Occidentale. In base al numero di abitanti la città rientra nella classe VI (meno di 5.000 persone).

## Geografia fisica
La città è situata a 23° 35' 01 N e 87° 09' 53 E.

## Società

### Evoluzione demografica
Al censimento del 2001 la popolazione di Palashban assommava a 4.856 persone, delle quali 2.570 maschi e 2.286 femmine. I bambini di età inferiore o uguale ai sei anni assommavano a 481, dei quali 260 maschi e 221 femmine. Infine, coloro che erano in grado di saper almeno leggere e scrivere erano 3.660, dei quali 2.147 maschi e 1.513 femmine.